# Museo Arqueológico de Licosura
El Museo Arqueológico de Licosura es uno de los museos de Grecia. Se encuentra ubicado en el yacimiento arqueológico de Licosura, a 15 km de Megalópolis, en la región de Arcadia, en la periferia de Peloponeso.
Fue fundado por el arqueólogo Konstantinos Kourouniotis a finales del siglo XIX para albergar los hallazgos de las excavaciones arqueológicas del santuario de Despena de Licosura. Tanto el edificio como la exposición fueron reformados entre 1986 y 1987 por Teodoros Spyropoulos.
Además de esculturas, elementos arquitectónicos, inscripciones epigráficas y cerámica del santuario de Despena, se hallan en el museo algunos otros hallazgos arqueológicos del área circundante.
Entre los objetos más destacados que se encuentran en el museo hay figurillas de arcilla que sirvieron como ofrendas votivas y una mesa de mármol con relieves. Además hay una parte de un grupo escultórico realizado por Damofonte de Mesene y copias de la otra parte de este grupo escultórico cuyos originales se encuentran en el Museo Arqueológico Nacional de Atenas.